# Treg Brown
Tregoweth Edmond Brown dit Treg Brown, né le 4 novembre 1899 à Gilbert dans le Comté de Saint Louis et mort le 28 avril 1984) à Irvine, est un monteur et ingénieur du son du cinéma américain. Il a été responsable des effets spéciaux sonores et des montages à partir de 1940 à la Warner Bros, notamment sur de très nombreux dessins animés de Looney Tunes, Merrie Melodies et Private Snafu.

## Biographie
Il remporte l'Oscar du meilleur montage de son en 1965 pour son œuvre dans le film La Grande Course autour du monde (The Great Race).
Dans le cartoon de la Warner Bros, One Froggy Evening (1956), le gratte-ciel dans lequel est enterrée la grenouille Michigan J. Frog porte le nom de la tour Tregoweth Brown (Tregoweth Brown Building).
Né dans le Minnesota, il meurt à Irvine, en Californie.

## Filmographie partielle
- 1932 : Goopy Geer de Rudolf Ising
- 1932 : It's Got Me Again! de Rudolf Ising
- 1932 : Moonlight for Two de Rudolf Ising
- 1932 : The Queen Was in the Parlor de Rudolf Ising
- 1933 : I've Got to Sing a Torch Song de Tom Palmer
- 1933 : Sittin' on a Backyard Fence d'Earl Duvall
- 1934 : Pettin' in the Park de Bernard B. Brown
- 1934 : Honeymoon Hotel d'Earl Duvall
- 1934 : Those Were Wonderful Days de Bernard B. Brown
- 1934 : Goin' to Heaven on a Mule de Friz Freleng
- 1934 : How Do I Know It's Sunday de Friz Freleng
- 1934 : Why Do I Dream Those Dreams? de Friz Freleng
- 1934 : The Girl at the Ironing Board de Friz Freleng
- 1934 : The Miller's Daughter de Friz Freleng
- 1934 : Rhythm in the Bow de Ben Hardaway
- 1935 : The Lady in Red de Friz Freleng
- 1935 : Le Gaffeur d'Hollywood (Hollywood Capers) de Jack King
- 1935 : Gold Diggers of '49 de Tex Avery
- 1936 : Vive Miss Glory (Page Miss Glory) de Tex Avery
- 1936 : Let It Be Me de Friz Freleng
- 1936 : Boulevardier from the Bronx de Friz Freleng
- 1936 : Une nuit sous les palmiers (The Coo-Coo Nut Grove) de Friz Freleng
- 1937 : The Fella with the Fiddle de Friz Freleng
- 1937 : Un marin d'eau douce (I Wanna Be a Sailor) de Tex Avery
- 1937 : Septembre sous la pluie (September in the Rain) de Friz Freleng
- 1938 : Daffy à Hollywood (Daffy Duck in Hollywood) de Tex Avery
- 1939 : Chicken Jitters de Bob Clampett
- 1939 : Daffy et le Dinosaure (Daffy Duck and the Dinosaur) de Chuck Jones
- 1939 : Dan McFoo le terrible (Dangerous Dan McFoo) de Tex Avery
- 1939 : Detouring America de Tex Avery
- 1939 : The Little Lion Hunter de Chuck Jones
- 1939 : Le Cinéphile (The Film Fan) de Bob Clampett
- 1939 : Un crochet qui accroche (Hamateur Night) de Tex Avery
- 1940 : Cette chère confédérée (Confederate Honey) de Friz Freleng
- 1940 : Le Petit Blabbermouse (Little Blabbermouse) de Friz Freleng
- 1940 : Bonne nuit Elmer (Good Night, Elmer) de Chuck Jones
- 1941 : La Caille foldingue (The Crackpot Quail) de Tex Avery
- 1941 : The Haunted Mouse de Tex Avery
- 1941 : La tortue bat le lièvre (Tortoise Beats Hare) de Tex Avery
- 1941 : Une épicerie fine (	Goofy Groceries) de Bob Clampett
- 1941 : Le Procès de M. Loup (The Trial of Mr. Wolf) de Friz Freleng
- 1941 : Hiawatha chasse le lapin (Hiawatha's Rabbit Hunt) de Friz Freleng
- 1941 : Une vie de lapin (	The Heckling Hare) de Tex Avery
- 1941 : Inki et le Lion (Inki and the Lion) de Chuck Jones
- 1941 : All This and Rabbit Stew de Tex Avery
- 1941 : Un coin paisible (Wabbit Twouble) de Bob Clampett
- 1942 : The Bird Came C.O.D. de Chuck Jones
- 1942 : Aloha Hooey de Tex Avery et Bob Clampett
- 1942 : Bugs Bunny et le Chasseur d'or (The Wacky Wabbit) de Friz Freleng
- 1942 : Foney Fables de Friz Freleng
- 1942 : The Squawkin' Hawk de Chuck Jones
- 1942 : La Traque hypnotique (The Hare-Brained Hypnotist) de Friz Freleng
- 1942 : Ding Dog Daddy de Friz Freleng
- 1943 : Confusions of a Nutzy Spy de Norman McCabe
- 1943 : Être ou ne pas être canardé (To Duck or Not to Duck) de Chuck Jones
- 1943 : Flop Goes the Weasel de Chuck Jones
- 1943 : Un chat bien né (The Aristo-Cat) de Chuck Jones
- 1943 : Wackiki Wabbit de Chuck Jones
- 1943 : Tin Pan Alley Cats de Chuck Jones
- 1943 : Fin'n Catty de Chuck Jones
- 1943 : Lapin et Lutin (Falling Hare) de Bob Clampett
- 1943 : Daffy le héros (	Daffy - The Commando) de Friz Freleng
- 1944 : Bugs Bunny à Hollywood (What's Cookin' Doc?) de Bob Clampett
- 1944 : Snafuperman de Friz Freleng
- 1944 : Angel Puss de Chuck Jones
- 1944 : L'Air marin (Hare Ribbin') de Bob Clampett
- 1944 : Titi la terreur (Birdy and the Beast) de Bob Clampett
- 1944 : Goldilocks and the Jivin' Bears de Friz Freleng
- 1945 : Une petite peste (Ain't That Ducky) de Bob Clampett
- 1946 : Biberons et Confusions (Baby Bottleneck) de Bob Clampett
- 1946 : Hollywood Daffy de Hawley Pratt
- 1946 : Un drôle de poulet (Walky Talky Hawky) de Robert McKimson
- 1947 : Birth of a Notion (Birth of a Notion) de Robert McKimson
- 1947 : Along Came Daffy de Friz Freleng
- 1947 : Inki au cirque (Inki at the Circus) de Chuck Jones
- 1947 : Paquet surprise (Doggone Cats) d'Arthur Davis
- 1949 : Le Rebelle (Rebel Rabbit) de Robert McKimson
- 1949 : Bugs Bunny entre en lice (Knights Must Fall) de Friz Freleng
- 1949 : Un lapin dans le vent (The Windblown Hare) de Robert McKimson
- 1949 : Which Is Witch de Friz Freleng
- 1950 : Le lapin est en prison (Big House Bunny) de Friz Freleng
- 1950 : Le Sombre Homme des cavernes (Caveman Inki) de Chuck Jones
- 1950 : Le Clapier de Séville (Rabbit of Seville) de Chuck Jones
- 1951 : Du maïs explosif (Corn Plastered) de Robert McKimson
- 1951 : Le Petit Somme de l'opossum (Sleepy Time Possum) de Robert McKimson
- 1952 : L'Or du pirate (14 Carrot Rabbit) de Friz Freleng
- 1953 : Faut savoir ce qu'on veut (	Duck Amuck) de Chuck Jones
- 1953 : Le Lapin bûcheron (Lumber-Jack Rabbit) de Chuck Jones
- 1954 : Bugsy et les Bandits (Bugs and Thugs) de Friz Freleng
- 1955 : Pour une poignée de noisettes (Pests for Guests) de Friz Freleng
- 1956 : Carottes et Malédiction (Broom-Stick Bunny) de Chuck Jones
- 1959 : Le Singe d'une nuit d'été (Apes of Wrath) de Friz Freleng
- 1959 : Roule ma poule (Hot-Rod and Reel!) de Chuck Jones
- 1959 : Lui ou moi (A Mutt in a Rut) de Robert McKimson
- 1959 : Les Deux Idiots de Mexicali (Mexicali Shmoes) de Friz Freleng
- 1962 : Attention barrage (Wet Hare) de Robert McKimson
- 1962 : Un festin de roi (Shiskabugs) de Friz Freleng
- 1964 : Le Défi de Daffy (The Iceman Ducketh) de Phil Monroe
- 1964 : Le Club du lapin (False Hare) de Robert McKimson
- 1965 : La Grande Course autour du monde (The Great Race) de Blake Edwards (montage son)